# Gadila amianta
Gadila amianta är en blötdjursart som först beskrevs av Dall 1889.  Gadila amianta ingår i släktet Gadila och familjen Gadilidae. Inga underarter finns listade i Catalogue of Life.